# Parayasa typica
Parayasa typica är en insektsart som beskrevs av William Lucas Distant. Parayasa typica ingår i släktet Parayasa och familjen hornstritar. Inga underarter finns listade i Catalogue of Life.